# Aérodrome de Gällivare
L'aéroport de Gällivare (code IATA : GEV • code OACI : ESNG) est un aéroport situé dans la municipalité de Gällivare, en Suède, à environ 7 km à l'est de Gällivare et à environ 10 km à partir de Malmberget.

## Installations
L'aéroport était à l'origine une base militaire avec une piste de 800 m. La piste d'atterrissage a été étendue à 1 350 m avant d'être ouverte aux vols civils le 19 avril 1971. Vers 1984, la piste d'atterrissage a été progressivement étendue à sa longueur actuelle. En 1989, la piste d'atterrissage a été élargie à 45 m.

## Situation

### Carte des aéroports de Suède
| \| 50 km1:2 974 000 \| Montagnes · Sälen Ängelholm–Helsingborg Åre Östersund Arvidsjaur Borlänge Gällivare Göteborg-Landvetter Hagfors Halmstad Hemavan Tärnaby Jönköping Kalmar Karlstad Kiruna Kramfors-Sollefteå Linköping Luleå Lycksele Malmö Mora-Siljan Norrköping Örnsköldsvik Örebro Pajala Ronneby Skellefteå Stockholm-Arlanda Stockholm-Bromma Stockholm-Skavsta Stockholm-Västerås Sundsvall-Timrå Sveg Torsby Trollhättan–Vänersborg Umeå Växjö Vilhelmina Visby |
| 50 km1:2 974 000 |

## Statistiques
Pour des raisons techniques, il est temporairement impossible d'afficher le graphique qui aurait dû être présenté ici.

Voir la requête brute et les sources sur Wikidata.

## Compagnies aériennes et destinations

### Passagers
| Compagnies | Destinations                  |
| ---------- | ----------------------------- |
| Nordica    | Arvidsjaur, Stockholm-Arlanda |

Édité le 20/02/2020  Actualisé le 26/02/2023

### Cargo
| Compagnies   | Destinations               |
| ------------ | -------------------------- |
| Amapola Flyg | Kiruna, Umeå (Mailservice) |

## De transport terrestre
Il y a une station de taxis, à court terme et à long terme des terrains de stationnement à l'aéroport.